# Хамзагића кућа у Тутину
Хамзагића кућа у центру Тутина je стара породична кућа која је била пример народне архитектуре на подручју градског насеља и проглашена је за културно добро – споменик културе у Тутину одлуком Скупштине Тутина 1980. године. Због великог оштећења, власници су је 1993. године расклопили и уклонили из дворишта.

## Историјат
Породица Хамзагић, као прва беговска породица која се са Дурмитора доселила на подручје данашњег града, запосела је велика пространства пашњака за гајење стоке, што им је било основно занимање. Убрзо су купили кућу у околини Рожаја и пренели је у Тутин поставивши је на озидану камену магазу. Кућа је била стара стара брвнара дурмиторског типа. Саграђена је као спратни објекат, са приземљем у којем је магаза зидана каменом и спратом од талпи везаних за ћерт. Магаза је најпре служила као штала, док се породица бавила искључиво сточарством, а затим као остава. Спратни део је служио за становање породице и он је био подељен на кућу са огњиштем, собе и диванхану, која се налазила изнад улазних врата приземља и била затворена мушебенцима. Високи четвороводни кров је био покривен шиндром.